# 克萊韋科帕山
72°2′S 7°37′E / 72.033°S 7.617°E
克萊韋科帕山（英語：Klevekåpa Mountain）是南極洲的山峰，位於東部南極洲的毛德皇后地，屬於菲爾希納山脈的一部分，海拔高度2,910米，現時受南極條約體系管理。